# (A) Katy Perry
(A) Katy Perry habría sido el nombre del álbum debut de la cantautora estadounidense Katy Perry. Este sería el primer disco como solista de Perry —después de trabajar como vocalista en The Matrix (entonces el álbum se canceló)— y el cual se habría lanzado a finales de agosto de 2005 por la discográfica Island Def Jam . 
El álbum fue grabado durante las sesiones de grabación de Perry con el productor y músico Glen Ballard entre la primavera de 2003 y aprincipios de 2005. La cantante explicó a la revista Blender que el álbum estaría orientado al género rock, en comparación a su colaboración con The Matrix.
Perry filmó videos musicales amateur para las canciones «Diamonds»,«Long Shot»,«Box»,«A Cup of Coffee» y «It's Okay to Believe» en varias locaciones de California. A pesar de que nunca fueron mostrados en televisión, varios de ellos se filtraron en YouTube. En mayo de 2005, la canción «Simple» fue colocada en la banda sonora de la película The Sisterhood of the Traveling Pants (2005). «Simple» también cuenta con un video musical, que incluyó a Perry recorriendo las calles de la región de Shinjuku, en Tokio, Japón.
Al principio, el álbum fue concebido para su publicación en la primavera o el verano de 2005, pero más tarde fue cancelado por Island Def Jam porque no podían encontrar la manera de promover a Perry. Su primer álbum de corriente, One of the Boys (2008), finalmente fue publicado tres años más tarde.
«Hook Up», que más tarde fue rebautizada como «I Don't Hook Up», y junto con la canción «Long Shot», fueron ofrecidas a la cantante Kelly Clarkson para su álbum de 2009, All I Ever Wanted. Más tarde fue publicado «I Do Not Hook Up» como el segundo sencillo del álbum. «Wish You The Worst» fue grabada por la semifinalista de American Idol, Kady Malloy, y la grabación fue publicada en el sitio de música independiente Amiestreet.com.

## Pistas grabadas
- 1 "The Box" (Glen Ballard, Katy Perry, Matt Thiessen)
- 2 "Diamonds" (Ballard, Perry, Thiessen)
- 3 "Hook Up" (Kara Dioguardi, Perry, Greg Wells)
- 4 "It's Okay to Believe" (Ballard, Perry, Thiessen)
- 5 "LA Don't Take it Away" (Ballard, Perry)
- 6 "Long Shot" (Ballard, Perry, Thiessen)
- 7 "Oh Love Let Me Sleep" (Ballard, Perry)
- 8 "Sherlock Holmes" (Ballard, Perry)
- 9 "Simple" (Ballard, Perry, Thiessen)
- 10 "Takes One to Know One" (Ted Bruner, Perry)
- 11 "Wish You the Worst" (Adrienna Follese, Keith Follese, Perry, Nicholas Trevisick)
- 12 "The Better Half Of Me"
- 13 "Weigh Me Down"